# لین ماری استوارت
لین ماری استوارت (به انگلیسی: Lynne Marie Stewart) (۱۴ دسامبر ۱۹۴۶ – ۲۱ فوریه ۲۰۲۵) بازیگر آمریکایی بود که به طور گسترده به خاطر اجرایش در نقش خانم ایوان، «زیباترین زن در سرزمین عروسکی» شناخته شده بود. او این نقش را در نمایش صحنه‌ای نمایش پی-وی هرمان در سال ۱۹۸۱ آغاز کرد و آن را در نمایش تلویزیونی سی‌بی‌اس به نام خانه بازی پی-وی، احیای صحنه لس آنجلس ۲۰۱۰ و تولید برادوی که در نوامبر ۲۰۱۰ در تئاتر استیون سوندهایم افتتاح شد، ادامه داد. استوارت همچنین به خاطر نقش مکرر خود در مجموعه تلویزیونی اف‌اکس/اف‌اکس‌اکس به نام فیلادلفیا همیشه آفتابی است در نقش بانی، مادر چارلی کلی شناخته شده بود.

## اوایل زندگی
استوارت در ۱۴ دسامبر ۱۹۴۶ در لینوود، کالیفرنیا زاده شد. استوارت در رشته هنرهای تئاتر در کالج شهر لس آنجلس تحصیل کرد و در آنجا با بهترین دوست خود سیندی ویلیامز آشنا شد.

## فعالیت
استوارت در دهه ۱۹۷۰ عضو گروه گراوندلینگز بود و در آنجا با پل روبنز و فیل هارتمن آشنا شد.
استوارت در مجموعه تلویزیونی مش نقش چندین پرستار مختلف را ایفا کرد. او همچنین در دیوارنویسی آمریکایی (۱۹۷۳) در نقش بابی حضور داشت، دختری که در یکی از صحنه‌ها کرت (ریچارد درایفس) را با ماشین خود سوار می‌کند. او در مجموعه لاورن و شرلی نقش‌های متنوعی را بازی کرد و صداپیشگی شرلی را در کارتون‌های صبح شنبه مورک و میندی/لاورن و شرلی/ساعت فونز و لاورن و شرلی در ارتش بر عهده داشت. او در برنامه‌های ویژه شبکه‌های اچ‌بی‌او و شوتایم با تریسی آلمن همکاری کرد، از جمله در تریسی آلمن در داستان‌های تریلر و وضعیت اتحادیه ترسی آلمن. همچنین، او در یکی از قسمت‌های فصل ششم مجموعه دختران زرین نقش یک راهبه را بازی کرد.
استوارت در فیلم‌های ماجراجویی بزرگ پی‌وی، بیگ تاپ پی‌وی، مرد فراری، نایت استند ویت دک دیتریک و پسر ساحل حضور داشت. او در سال ۲۰۱۱ در مجموعه‌های شبکه دیزنی، آستین و آلی و موفق باشی چارلی، به‌عنوان بازیگر مهمان ظاهر شد. همچنین در همان سال، در تئاتر سورفلایت در نیوجرسی، در نسخه‌ای کاملاً زنانه از زوج عجیب و غریب، با بازی سیندی ویلیامز و جو آن وورلی، به روی صحنه رفت.
او در مجموعه‌های داستان زندگی هوپ، ماروین ماروین، کمدی بنگ! بنگ! و همچنین در فیلم ساقدوش‌ها (۲۰۱۱) نیز ایفای نقش کرد. از سال ۲۰۰۵ تا ۲۰۲۳، او نقش بانی کلی، مادر چارلی، را در مجموعه‌ تحسین‌شده و طولانی‌مدت فیلادلفیا همیشه آفتابی است بازی کرد و در مجموع در ۱۸ قسمت از این مجموعه حضور داشت.

## زندگی شخصی و مرگ
استوارت هرگز ازدواج نکرد و فرزندی نداشت. او و روبنز از اعضای فعال بنیاد میک-اِ-ویش بودند و اغلب در نقش خانم ایوان و پی-وی ظاهر می‌شدند تا برای کودکان مبتلا به بیماری‌های لاعلاج شادی بیاورند. او و روبنز تا زمان درگذشت روبنز در سال ۲۰۲۳، «نزدیک‌ترین دوستان» یکدیگر باقی ماندند و استوارت در روزهای پایانی زندگی روبنز از او مراقبت می‌کرد.
استوارت در ۲۱ فوریه ۲۰۲۵ در لس آنجلس، در سن ۷۸ سالگی، بر اثر سرطانی که در نزدیکی کبد و کیسه صفرا تشخیص داده شده بود درگذشت.